# 腦力激盪法
腦力激盪法（英語：Brainstorming），又称为脑力激荡法，是一種為激發創造力、強化思考力而設計出來的一種方法。此法是美國BBDO（Batten, Bcroton, Durstine and Osborn）廣告公司創始人亞歷克斯‧奥斯本於1938年首創的。
可以由一個人或一组人進行。參與者圍在一起，隨意將腦中和研討主題有關的見解提出來，然後再將大家的見解重新分類整理。在整個過程中，無論提出的意見和見解多麼可笑、荒謬，其他人都不得打斷和批評，從而產生很多的新觀點和問題解決方法。

## 基本规则
腦力激盪中有四项基本规则。用于减轻成员中的群体抑制力；从而激发设想；并且增强众人的总体创造力。
1. 追求数量：此规则是一种产生多种分歧的方法，旨在遵循量变产生质变的原则来处理论题。假设提出的设想数量越多，越有机会出现高明有效的方法。
2. 禁止批评：在腦力激盪活动中，针对新设想的批评应当暂时搁置一边。相反，参与者要集中努力提出设想、扩展设想，把批评留到后面的批评阶段里进行。若压下评论，与会人员将会无拘无束的提出不同寻常的设想。
3. 提倡独特的想法：要想有多而精的设想，应当提倡与众不同。这些设想往往出自新观点中或是被忽略的假设里。这种新式的思考方式将会带来更好的主意。
4. 综合並改善设想：多个好想法常常能融合成一个更棒的设想，就像"1+1=3"这句格言说得一样。事实证明综合的过程可以激发有建设性的设想。

## 实施方法

### 提出论题
在腦力激盪会议前，订好论题是很必要的。提出的论题一定要表述清楚，不能范围太大，而是要落在一个明确的问题上，比如“现在手机裡有什么功能是无法实现，而人们又需要的？”如果论题设的太大，主持人应将其分解成较小的部分，而分别提问。

### 制作背景资料
腦力激盪背景资料是給予參與者的邀请函中，提供會議背景资料的信件；包含会议的名称、论题、日期、时间、地点。论题以提问的形式描述出来，并且会举一些设想为例作为参考。背景资料要提前分发给予參與者，这样他们可以事先思考一下论题。

### 选择与会者
主持人要负责组建腦力激盪专家小组，由部分与会者和一位记录员组成。一般来说小组由十来个成员组成比较行之有效。有许多不同的组合方式，但推荐下文列举的组合。
- 由几个有经验的成员作为项目核心。
- 几个项目外的嘉宾，要对论题感兴趣。
- 一个记录员，负责记录推荐的设想。

### 创建引导问题的一览表
在腦力激盪会议中大家的创造力可能会逐渐减弱。这个时候，主持人应该找出一个问题来引导大家回答，借以激发创造力，比如说：我们能综合这些设想吗？ 或是说：换一个角度看怎么样？最好在开会前就准备好一些诸如此类的引导问题。

### 会议的进行
主持人要负责领导着腦力激盪会议并确保遵循基本规则。一般会议分以下几步骤：
1. 热身阶段，向缺少经验的与会者展示一下这种没有批评的氛围。举出一个简单的论题用腦力激盪法来讨论，比如现在CEO要是退休了会怎样？ 或是微软的Windows里哪些内容能加以改善？
2. 主持人宣布论题，如需要再做出进一步解释。
3. 主持人向腦力激盪专家小组征求意见。
4. 如果没有当即提出的设想，主持人提出引导问题来激发大家的创造力。
5. 所有与会者各自说出自己的想法，由记录员做记录。
6. 为表述清楚，与会者往往需要对自己的设想加以详细阐述。
7. 时间到，主持人依照会议宗旨将所有设想进行整理并鼓励大家讨论。
8. 把所有设想归类。
9. 回顾整个列表，以保证每个人都理解这些设想。
10. 去除重复的设想和显然难以实现的设想。
11. 主持人对所有与会者表示感谢并依次给予赞赏。

### 过程
- 鼓励参与者把目前不能陈述的主意记录下来迟一点再提出。
- 记录员应该给每个主意编号，以便主持人能使用这些号码鼓励参与者提出更多的建议来达到目标，例如主持人说：现在我们已经有44条，让我们达到50条吧！[來源請求]
- 记录员应该口头重复她或他逐记录的主意，以确保所记内容与提出者想要陈述的意思相吻合。
- 当同时有很多主意被提出时，与主题最相关的具有优先权。这是为了鼓励参与者能对前一个主意做更详尽的描述。
- 在腦力激盪会议中，经理和高层不鼓励参与会议，这是因为这样做可能会约束和降低“四项基本规则”的效果，特别是奇思妙想的产生。

### 评估
腦力激盪并不是为了提出主意让他人去评估和选择。通常在最后阶段，本组成员会自己评估这些主意并从中挑选出解决问题的方法。
- 被挑选出来的解决方案不应要求小组成员拥有不具备或不能获得的技能和资源。
- 如果必须要这种额外资源或技巧，在解决方案的第一部分就必须提出来。
- 这里需要一个衡量整个过程进展和成功的方法。
- 贯彻整个解决方案的每一步都必须对小组成员透明，并有责任分配给每一人以便他们在其中担任重要的角色。
- 在项目还未明朗时，必须有一个共同的决策过程来推进协作努力的成果并对任务进行重新分配。
- 在重要转折点上，需要有评判标准来决定小组讨论是否朝着最终的答案行进。
- 在整个过程中需要不断的鼓励，以便让参与者保持他们的热情。

## 衍化

### 名义群体法
名义群体法是头脑风暴的一种形式，它旨在鼓励所有参与者在整个过程中拥有均等的话语权。它也被用来鼓励生成一系列的主意。
参与者被要求匿名写下他们的主意，主持人收集这些主意并进行小组表决。表决形式可以简单到只需要举手表示支持即可。这个过程称为提炼。
提炼过后，小组或分组成员可能会重新对位于前列的主意进行进一步的头脑风暴。比如，一个小组可以继续讨论这种产品的颜色，另外一个小组则可能讨论该产品的尺寸，以此类推。每个分小组对列表上的主题讨论后最后整个小组再汇总。一旦小组需要重新评估之前讨论过的主意时，它可能就会被再次提出来。
在试图推进这个方法之前应该在这个过程中对主持人加以培训。小组成员应该处于首要地位，并鼓励参与到整个过程中。像所有团队协作一样，在讨论重要主意之前，需要对小组成员就该方法进行几次实际的培训。

### 定向腦力激盪
定向腦力激盪是电子腦力激盪（前面已有提及）的一种。它可以人工手动，也可以由电脑完成。当解决空间（即评估办法好坏的标准）已预先设定时，定向头脑风暴是很有效的。已知的评估标准可以用来限制思维过程。
腦力激盪的过程是：发给每个参与者一张纸（或是一个电子表格）并告知问题，每人仅提出一个解决办法，然后把所有的纸张（或表格）随机分给参与者，参与者要权衡他们拿到的那个构思，并根据原始的标准在此基础上提出一个改良的构思。然后再次交换表格，参与者再次提出改进的构思，将此程序重复三或四轮
在实验室中，定向腦力激盪的效率近似于电子腦力激盪的三倍。

### 独立腦力激盪
独立腦力激盪是在独立的基础上进行的。其一般技能包括：自由写作，自由讲话，词汇联想，以及被称为“蜘蛛网”的一种可以图解想法的可视笔记法。独立腦力激盪在创作中是一种很有效的方法并已被证明比传统的小组腦力激盪更為高级。

### 问题腦力激盪
这个程序是对问题的集思广益，而非试图找出直接的答案或短期的办法。这一技巧刺激了创造力的产生并促进了个人的参与，因为没有人需要给出答案。这些问题的答案为创立以后的行动计划建立了框架。问题设定之后，则需划分优先顺序，这样才能以有序的方式找到最好的解决办法。另一个腦力激盪的关键是为难题找到一个最佳的评估办法。
对问题的腦力激盪也被称作问题激盪。

## 总结
头脑风暴对小组交流而言都是一种很普遍的方式。可能它不为创意结果提供明显的益处，但它确是参与者乐于接受的一种有趣行为。
新的头脑风暴种类试图通过添加更多规则克服生产力阻碍现象等障碍，并已被证明比原始的技巧更加高级。这些新方法的效果如何以及它们是否应归类于头脑风暴仍需进一步研究。

## 參看
- 解决问题